# Sonate pour piano de Bridge
Pour les articles homonymes, voir Sonate pour piano (homonymie).
La Sonate pour piano  H.160 est une vaste composition pour piano de Frank Bridge. Composée entre 1921 et 1924, elle est dédiée à Ernest Bristow Farrar (en) ami du compositeur tombé sur le front en 1918.

## Structure
L'œuvre est composée de trois mouvements :
1. Lento ma non troppo - Allegro energico.
2. Andante ben moderato.
3. Allegro ma non troppo.

## Analyse
D'un langage harmonique original fondé sur la superposition de quartes et de quintes, d'un accord mineur et de l'accord majeur un ton plus haut appelé par certains critiques « accord Bridge », cette sonate, à travers ses tensions harmoniques, traduit des angoisses personnelles qui la rendent proche de l'univers musical d'Alban Berg.